# The Last Word
The Last Word (bra: A Última Palavra; prt: In Memoriam) é um filme de comédia dramática estadunidense de 2017 dirigido por Mark Pellington, a partir de um roteiro de Stuart Ross Fink. É estrelado por Amanda Seyfried e Shirley MacLaine.
The Last Word estreou no Festival de Cinema de Sundance de 2017 em 24 de janeiro de 2017. Foi lançado em 3 de março de 2017, pela Bleecker Street.

## Sinopse
Uma empresária aposentada quer controlar tudo ao seu redor, sabendo que lhe resta pouco tempo antes de uma morte iminente devido a um problema de saúde. Ela decide criar seu próprio obituário, então contrata um jovem redator de obituários para trabalhar com ela e garantir que sua história de vida seja contada do jeito dela. A velha empresária tenta expandir os horizontes de sua vida e adota um filho como mentora e consegue um emprego como disc jockey. Ela se aproxima do jovem escritor e influencia sua vida.

## Elenco
- Shirley MacLaine como Harriett Lauler
- Amanda Seyfried como Anne Sherman
- AnnJewel Lee Dixon como Brenda
- Anne Heche como Elizabeth
- Tom Everett Scott como Ronald Odom
- Thomas Sadoski como Robin Sands
- Joel Murray como Joe Mueller
- Adina Porter como Bree Wilson
- Phillip Baker Hall como Edward
- Sarah Baker como Zoe
- Steven Culp como Sam Serman
- Basil Hoffman como Christopher George
- Todd Louiso como Dr. Morgan

## Produção
Em setembro de 2015, foi anunciado que Amanda Seyfried e Shirley MacLaine estrelariam o filme, com Mark Pellington dirigindo um roteiro de Stuart Ross Fink, enquanto a Myriad Pictures cuidaria das vendas e financiaria o filme. Em fevereiro de 2016, Anne Heche, Phillip Baker Hall e Tom Everett Scott se juntaram ao elenco do filme. Nathan Matthew David compôs a trilha sonora do filme.

### Filmagem
As filmagens principais começaram em 3 de fevereiro de 2016 e foram concluídas em 11 de março de 2016.

## Lançamento
Em novembro de 2015, a Bleecker Street adquiriu os direitos de distribuição do filme nos Estados Unidos. O filme teve sua estreia mundial no Festival de Cinema de Sundance de 2017 em 24 de janeiro de 2017. Foi lançado em 3 de março de 2017.

### Recepção critica
No Rotten Tomatoes, o filme tem aprovação de 40% com base em 95 avaliações, com média de 4,9/10. O consenso dos críticos do site diz: "The Last Word prova que Shirley MacLaine continua sendo uma presença maravilhosamente magnética na tela – e merecedora de um veículo muito melhor para seus consideráveis talentos." No Metacritic, o filme tem uma pontuação de 40 em 100, com base em 21 críticos, indicando "críticas mistas ou médias".